# Magnus Ernst Dönhoff
Magnus Ernst von Dönhoff (* 10. Dezember 1581; † 18. Juni 1642 in Willkamm) war Woiwode von Pernau und Starost von Dorpat.

## Familie
Graf Magnus Ernst von Dönhoff entstammte der Familie Dönhoff und war ein Sohn des Gerhard von Dönhoff († nach 1602) und der Margarethe von Zweiffeln († 1622). Er war seit dem 16. Juni 1630 vermählt mit Katharina von Dohna (1606–1659). Aus der Ehe gingen eine Tochter und vier Söhne hervor, darunter Friedrich von Dönhoff († 1696), kurbrandenburgisch-preußischer Generalleutnant und Ernst Dönhoff († 1693), polnischer Generalmajor. Magnus Ernst Dönhoff war Stammvater der Preußischen Häuser der Familie Dönhoff.

## Leben
Magnus Ernst war Herr auf Oberpahlen sowie später durch Heirat auch auf Groß Wolfsdorf.
Er stand fest bei der polnischen Partei und nahm so auch am Polnisch-Türkischen Krieg und am Polnisch-Schwedischen Krieg teil. Er wirkte auch als polnischer Diplomat, so gehörte er der Kommission an, die 1625 das Friedensabkommen zwischen Schweden und Polen vorbereitete. Auch war er maßgeblich am Vertrag von Altmark und am Vertrag von Stuhmsdorf beteiligt.
1632 war er Starost von Dorpat und Telsen, 1635 Kastellan, 1640 Woiwode von Pernau. Da die Gebiete Livlands nördlich der Düna 1629 an Schweden kamen, verlor er seinen dortigen Besitz und hat demnach wohl einige seiner aufgeführten Ämter lediglich vom Titel her innegehabt.
Noch vor seiner Heirat wandte er sich Preußen zu und lieh dem Kurfürsten Georg Wilhelm 30.000 polnische Gulden, wofür er pfandweise das Kammeramt Waldau an der Pregel bei Königsberg bekam, wo dann auch drei seiner Söhne geboren sind.
1633 von Kaiser Ferdinand II. in den Reichsgrafenstand erhoben. Graf Dönhoff wurde in der Altstädtischen Kirche in Elbing begraben.